# فرنسيسكو غارسيس
فرنسيسكو غارسيس (بالإسبانية: Francisco Garcés) هو مستكشف إسباني، ولد في 12 أبريل 1738 في موراتا دي خالون في إسبانيا، وتوفي في 18 يوليو 1781 في حصن يوما في الولايات المتحدة.

## وصلات خارجية
- فرنسيسكو غارسيس على موقع الموسوعة البريطانية (الإنجليزية)